# 阿茲勒赫瓷磚畫

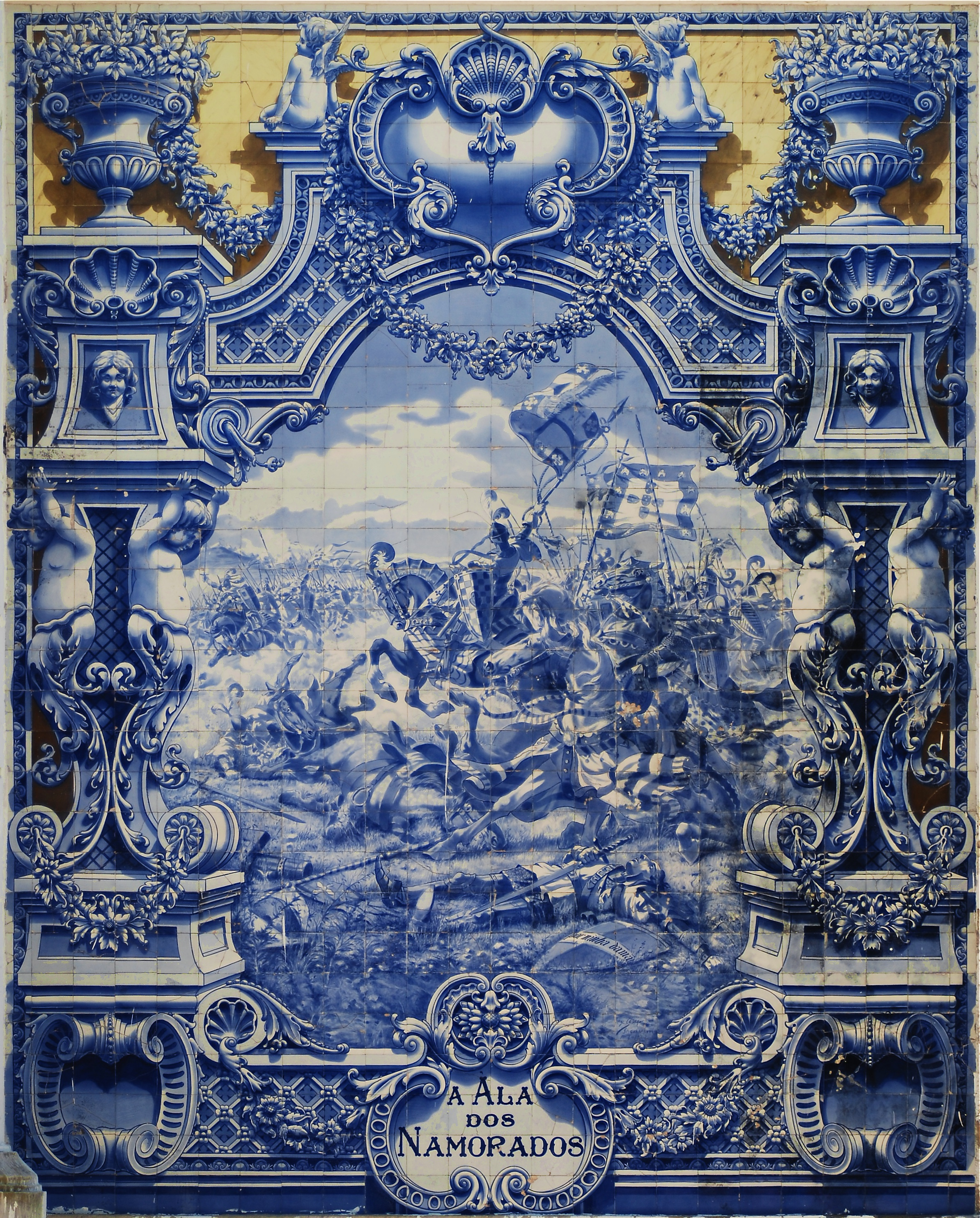
瓷磚畫描繪阿爾茹巴羅塔戰役

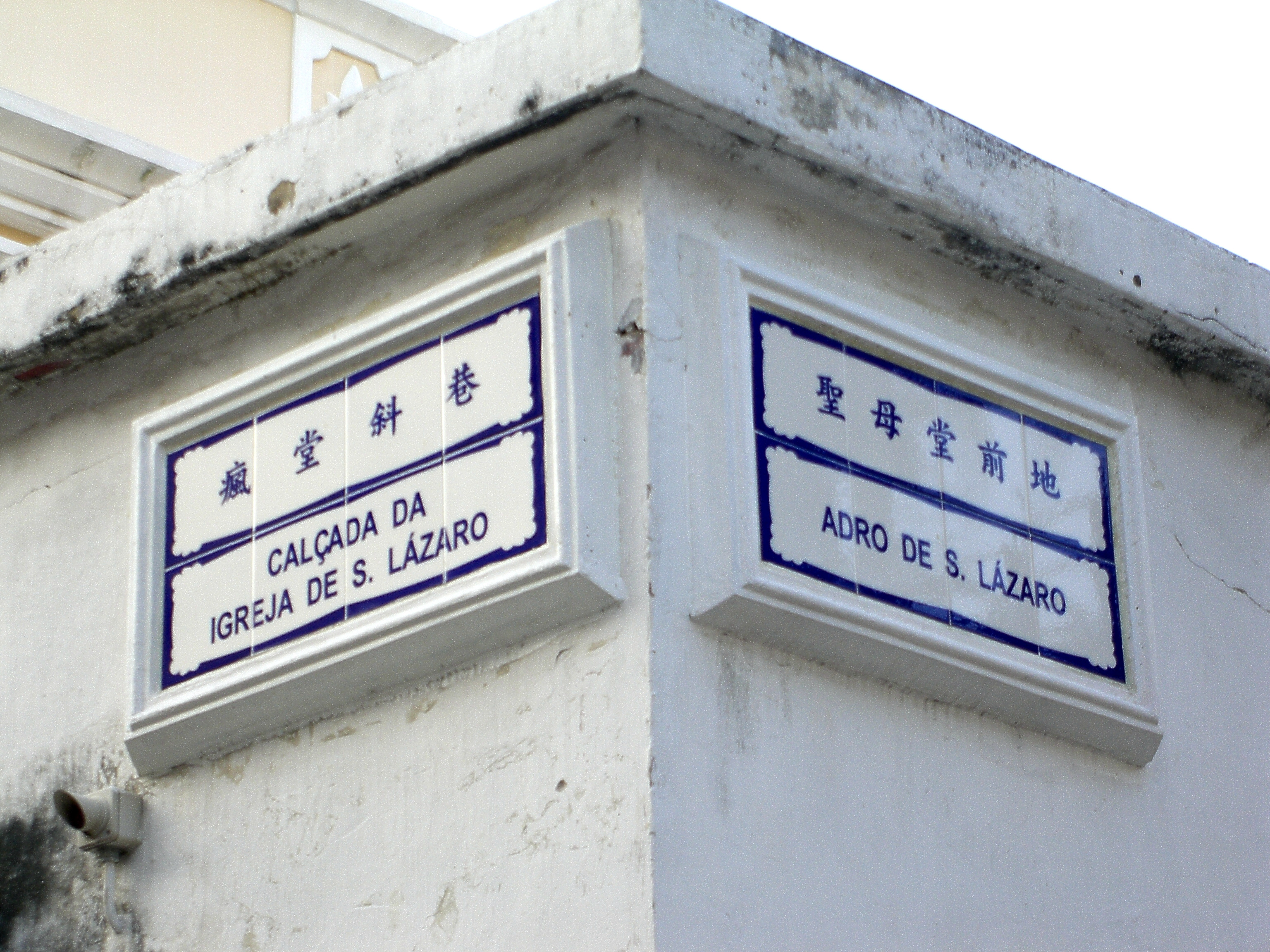
以瓷磚畫為藍本的澳門路牌

瓷磚畫（葡萄牙語：Azulejo），名稱源於阿拉伯文「‎」，意即「精美的石頭」，是葡萄牙或西班牙典型的藝術風格，大量展現在瓷磚、建築、繪畫的藝術之上。五個世紀以來從沒間斷過的流行藝術，已成為葡萄牙文化的典範。別具風格的瓷磚畫技術，早期因工藝複雜，價格昂貴，因而只裝飾在教堂、修道院、王宮及貴族宅邸上，成為身份、權力和財富的象徵。後來這種裝飾藝術日漸普及，開始出現在各類建築上。

## 澳門
曾為葡國殖民地的澳門也有許多瓷磚畫，不少街道名牌、招牌、牆身裝飾都以瓷磚畫構成，部份澳門居民也傳承了瓷磚畫的製作技術，只是為數不多。
澳門主權於1999年已移交至中國，但具葡國特色的藍邊白底街道名牌仍有保留。其上印有藍色中文和葡文街字，以瓷磚畫為藍本。一些商店也用彩繪瓷磚作招牌，亦可見四處建築物外牆鋪有彩色瓷磚，砌成圖案。瓷磚畫在澳門很普遍，葡式碎石路亦然。